# Wolfgang Sanden

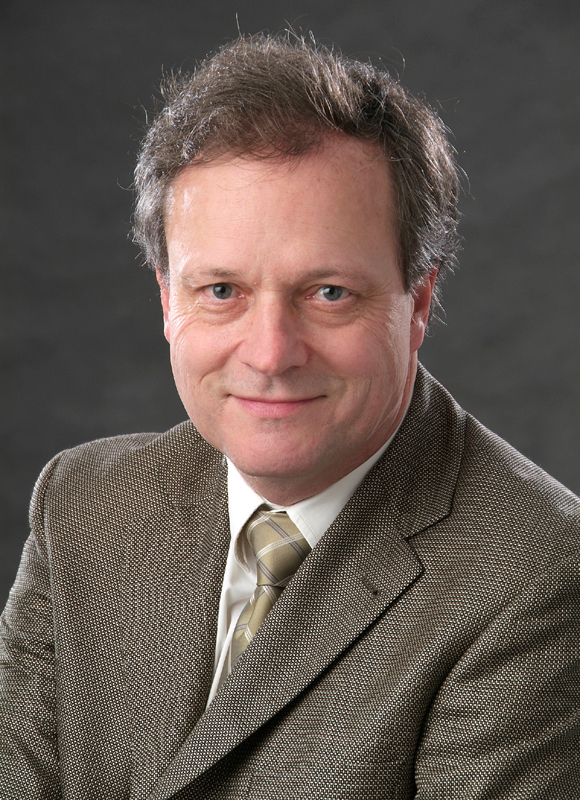
Wolfgang Sanden, 2007

Wolfgang Sanden (* 13. Oktober 1946 in Hildesheim) ist ein deutscher Schriftsteller.

## Leben
Wolfgang Sanden verbrachte die ersten Lebensjahre in Bockenem am Harz. Nach familienbedingten Umzügen ging er zunächst in Frankfurt am Main und dann in Offenbach/Main zur Schule. Nach dem Abitur studierte er an der Johann-Wolfgang-Goethe-Universität in Frankfurt Mathematik und Informatik. Er schloss die Studien als Diplom-Mathematiker ab.
Danach übte Sanden dreißig Jahre lang verschiedene Berufe in der IT-Branche aus. Unter anderem war er als Programmierer, Systemanalytiker, Berater, Qualitätsmanager und Ausbilder tätig. Heute lebt er als freier Schriftsteller in Offenbach. Er ist verheiratet und hat zwei erwachsene Söhne.
Wolfgang Sanden hat schon im Alter von sechzehn Jahren zu schreiben begonnen, allerdings nur zur Unterhaltung seiner näheren Umgebung. Während der Berufszeit konnte er sich dem Schreiben nur sporadisch widmen. Erst die Frühpensionierung hat es ihm ermöglicht, sich diesen lang gehegten Lebenswunsch zu erfüllen.

## Über die Werke
In den Romanen Mordsbeginn, Aulenstein, Falsch kalkuliert, Zerrieben, Das zweite Band und Tödliches Theater (dies ist im Gegensatz zu den Erscheinungsjahren die chronologische Reihenfolge hinsichtlich der Entwicklung des Protagonisten) schildert er die Erlebnisse von Dagolf Sennwang, der eher zufällig in Kriminalfälle verstrickt wird.
Der Roman Daktylysator oder Wichardts schöne neue Welt spielt auf drei Ebenen und überspannt 40 Jahre bundesrepublikanischer Geschichte. Er thematisiert in einem „Roman im Roman“ den Missbrauch biometrischer Daten, hier des elektronischen Fingerabdrucks, indem er das düstere Szenario eines revolutionären Umsturzes entwirft.
In der Polit-Fiktion Der Filmfälscher (2012) ist es der Stasi gelungen, unbemerkt eigene Leute bis in höchste Regierungsämter einzuschleusen. Mit diesem Hintergrundwissen scheint plötzlich die wendungs- und windungsreiche Politik der Regierung verständlich. Dieser Roman über Freundschaft, Verrat und Verschwörung, der mit der Realität spielt und am Ende eine überraschende Wendung nimmt, wirft einen kritischen Blick auf das heutige Deutschland.

## Werkverzeichnis
- Aulenstein, Friedmann Klosterarbeiten Verlag; München (2005)
- Mordsbeginn, Friedmann & Pöllinger, München (2006)
- Daktylysator oder Wichardts schöne neue Welt, Friedmann & Pöllinger, München (2007)
- Sommertheater - una commedia atemporale (2007)
- Falsch kalkuliert, Friedmann & Pöllinger, München (2008)
- Letztes Klassentreffen, Westarp BookOnDemand (Selbstverlag), Halle (2009)
- Und wissen ihr Ende doch, Westarp BookOnDemand (Selbstverlag), Halle (2010)
- Der Filmfälscher, Berthold, Offenbach (2012)
- Zerrieben, Berthold, Offenbach (2014)
- Phytomania, Westarp BookOnDemand (Selbstverlag), Halle (2015)
- Das zweite Band, BoD – Books on Demand (Selbstverlag), Norderstedt (2017)
- Die Quote, BoD – Books on Demand (Selbstverlag), Norderstedt (2019)
- Tödliches Theater, BoD – Books on Demand (Selbstverlag), Norderstedt (2021)
- Buchenheim, BoD – Books on Demand (Selbstverlag), Norderstedt (2023)
- Die Neudenker, BoD – Books on Demand (Selbstverlag), Norderstedt (2024)